# Carlton (South Yorkshire)
Carlton – wieś w Anglii, w hrabstwie ceremonialnym South Yorkshire, w dystrykcie metropolitalnym Barnsley. Leży 23 km na północ od miasta Sheffield i 248 km na północ od Londynu.